# Ayush Mahesh Khedekar

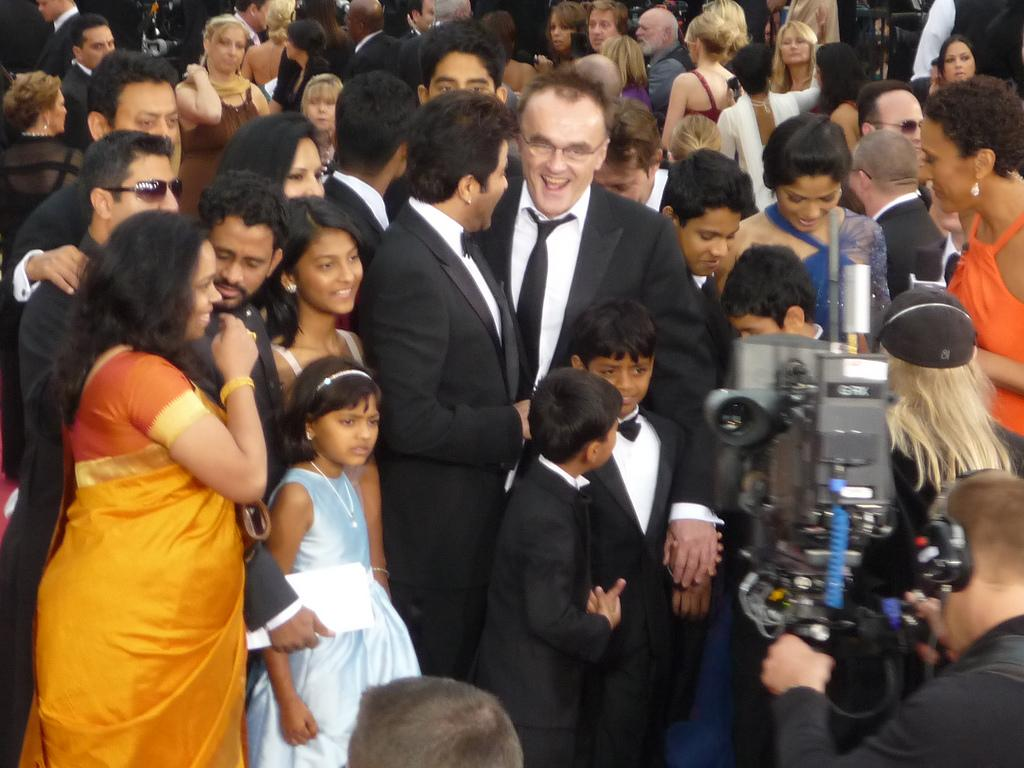
Das Slumdog-Millionär-Team bei den 81. Academy Awards in den USA

Ayush Mahesh Khedekar (* 5. April 2000 in Mumbai) ist ein indischer Nachwuchsdarsteller, der durch seine Rolle als jüngster Darsteller von Jamal Malik in Danny Boyles Slumdog Millionär (2008) bekannt wurde. Für diese Rolle gewann er zusammen mit anderen bei den Screen Actors Guild Awards 2009 den Preis als „Bestes Schauspielensemble“ und erhielt eine Nominierung bei den British Independent Film Awards 2008 als „Most Promising Newcomer“.

## Leben
Ayush stammt aus Bhayandar, einem Vorort von Mumbai, er geht dort auf die Ramaben Babubhai Kanakia School. Seit frühester Jugend arbeitete er als Schauspieler. Er spielte in Werbespots für Britannia Industries, Colgate, Kelloggs und HDFC mit, sowie in Serien wie Baa Bahoo and Baby, Kayamat und Karam Apna Apna. Außerdem wirkte er in dem Bollywood Film Family mit.

## Karriere
Ayush schauspielt seit seinem vierten Lebensjahr, u. a. in Werbespots für Brittania, Colgate und Kellogs. Sein internationales Filmdebüt erlangte er 2008 im Film Slumdog Millionär. Seine Leistung in diesem Film wurde von Zuschauern und Kritikern sehr begutachtet und gewann Screen Actors Guild Award for Outstanding Performance by a Cast in a Motion Picture (zusammen mit den anderen Schauspielern des Films) und eine Nominierung als Bester Nachwuchsdarsteller am 2008 British Independent Film Award.